# ستاره‌ساز
ستاره‌ساز (به ایتالیایی: L'Uomo delle stelle) فیلمی است از کارگردان ایتالیایی، جوزپه تورناتوره با بازی سرجو کاستلیتو و آهنگسازی انیو موریکونه.
این فیلم نامزد دریافت جایزه اسکار بهترین فیلم بین‌المللی در سال ۱۹۹۶ شد.
فیلم دربارهٔ شخص دجالی است که خود را استعدادیاب کمپانی فیلمسازی یونیورسال معرفی می‌کند و با گرفتن ۱۵۰۰ لیر از هر یک از فریب خوردگان سادهٔ روستایی سیسیل از آنان تست بازیگری می‌گیرد.
در واقع فیلم حکایت جامعهٔ بیماری است که به کسی احتیاج دارد که به آنها وعده‌های واهی و دلگرمی بیهوده بدهد و مردم او را منجی خود بدانند.
تعدادی از دیالوگ‌های به یادماندنی این فیلم عبارتند از: «ما آخرین پادشاه را با رودهٔ آخرین پاپ دار زدیم.» و «من عاشق فیلم‌های عاشقانه‌ام که در آن مردم همدیگر را می‌بوسند و پس از آن خوشحالند.»